# Qairat Äşırbekov
Qairat Äbıhanūly Äşırbekov (in kazako Қайрат Әбіханұлы Әшірбеков?; in russo Кайрат Абиханович Аширбеков?, Kajrat Abichanovič Aširbekov; Şımkent, 21 ottobre 1982) è un ex calciatore kazako, di ruolo centrocampista.

## Statistiche

### Cronologia presenze e reti in Nazionale
| Cronologia completa delle presenze e delle reti in nazionale ― Kazakistan | Cronologia completa delle presenze e delle reti in nazionale ― Kazakistan | Cronologia completa delle presenze e delle reti in nazionale ― Kazakistan | Cronologia completa delle presenze e delle reti in nazionale ― Kazakistan | Cronologia completa delle presenze e delle reti in nazionale ― Kazakistan | Cronologia completa delle presenze e delle reti in nazionale ― Kazakistan | Cronologia completa delle presenze e delle reti in nazionale ― Kazakistan | Cronologia completa delle presenze e delle reti in nazionale ― Kazakistan |
| Data                                                                      | Città                                                                     | In casa                                                                   | Risultato                                                                 | Ospiti                                                                    | Competizione                                                              | Reti                                                                      | Note                                                                      |
| ------------------------------------------------------------------------- | ------------------------------------------------------------------------- | ------------------------------------------------------------------------- | ------------------------------------------------------------------------- | ------------------------------------------------------------------------- | ------------------------------------------------------------------------- | ------------------------------------------------------------------------- | ------------------------------------------------------------------------- |
| 2-7-2006                                                                  | Almaty                                                                    | Kazakistan                                                                | 4 – 1                                                                     | Tagikistan                                                                | Amichevole                                                                | -                                                                         | 60’                                                                       |
| 5-7-2006                                                                  | Almaty                                                                    | Kazakistan                                                                | 1 – 0                                                                     | Kirghizistan                                                              | Amichevole                                                                | -                                                                         | 84’                                                                       |
| 7-10-2006                                                                 | Almaty                                                                    | Kazakistan                                                                | 0 – 1                                                                     | Polonia                                                                   | Qual. Euro 2008                                                           | -                                                                         | 68’                                                                       |
| 12-10-2006                                                                | Almaty                                                                    | Kazakistan                                                                | 0 – 2                                                                     | Finlandia                                                                 | Qual. Euro 2008                                                           | -                                                                         | 63’                                                                       |
| 24-12-2006                                                                | Bangkok                                                                   | Singapore                                                                 | 0 – 0                                                                     | Kazakistan                                                                | King's Cup 2006                                                           | -                                                                         | 70’                                                                       |
| 26-12-2006                                                                | Bangkok                                                                   | Vietnam                                                                   | 2 – 1                                                                     | Kazakistan                                                                | King's Cup 2006                                                           | -                                                                         | 70’                                                                       |
| 28-12-2006                                                                | Bangkok                                                                   | Thailandia                                                                | 2 – 2                                                                     | Kazakistan                                                                | King's Cup 2006                                                           | 1                                                                         |                                                                           |
| 9-3-2007                                                                  | Šymkent                                                                   | Azerbaigian                                                               | 0 – 1                                                                     | Kazakistan                                                                | Alma TV Cup                                                               | -                                                                         | 71’                                                                       |
| 24-3-2007                                                                 | Almaty                                                                    | Kazakistan                                                                | 2 – 1                                                                     | Serbia                                                                    | Qual. Euro 2008                                                           | 1                                                                         | 71’                                                                       |
| 22-8-2007                                                                 | Tampere                                                                   | Finlandia                                                                 | 2 – 1                                                                     | Kazakistan                                                                | Qual. Euro 2008                                                           | -                                                                         | = 78’                                                                     |
| 13-10-2007                                                                | Varsavia                                                                  | Polonia                                                                   | 3 – 1                                                                     | Kazakistan                                                                | Qual. Euro 2008                                                           | -                                                                         | 85’                                                                       |
| 24-11-2007                                                                | Belgrado                                                                  | Serbia                                                                    | 1 – 0                                                                     | Kazakistan                                                                | Qual. Euro 2008                                                           | -                                                                         | 86’                                                                       |
| 2-2-2008                                                                  | Adalia                                                                    | Azerbaigian                                                               | 0 – 0                                                                     | Kazakistan                                                                | Amichevole                                                                | -                                                                         | 74’                                                                       |
| 6-2-2008                                                                  | Adalia                                                                    | Moldavia                                                                  | 1 – 0                                                                     | Kazakistan                                                                | Amichevole                                                                | -                                                                         | 74’                                                                       |
| 23-5-2008                                                                 | Mosca                                                                     | Russia                                                                    | 6 – 0                                                                     | Kazakistan                                                                | Amichevole                                                                | -                                                                         | 78’                                                                       |
| 27-5-2008                                                                 | Podgorica                                                                 | Montenegro                                                                | 3 – 0                                                                     | Kazakistan                                                                | Amichevole                                                                | -                                                                         | 33’                                                                       |
| Totale                                                                    |                                                                           | Presenze                                                                  | 16                                                                        |                                                                           | Reti                                                                      | 2                                                                         |                                                                           |